# Lachesilla rena
Lachesilla rena är en insektsart som beskrevs av Sommerman 1946. Lachesilla rena ingår i släktet Lachesilla och familjen kviststövsländor. Inga underarter finns listade i Catalogue of Life.